# Dr. Mario
Dr. Mario (в переводе с англ. — «Доктор Марио») — видеоигра в жанре головоломка, разработанная Nintendo Research & Development 1 и выпущенная компанией Nintendo для платформ NES и Game Boy. Выход состоялся в 1990 году.

## Геймплей
| Сводный рейтинг    | Сводный рейтинг      |
| Агрегатор          | Оценка               |
| ------------------ | -------------------- |
| GameRankings       | 69,25 %              |
| Metacritic         | 66/100               |
| Иноязычные издания |                      |
| Издание            | Оценка               |
| AllGame            | [ 3 ]                |
| GameSpot           | 7,4/10               |
| IGN                | 7/10                 |
| Nintendo Power     | 7,2/10               |
| Play (UK)          | 67 %                 |
| Next Generation    | (Tetris & Dr. Mario) |
| Nintendojo         | 7,7/10               |

| Сводный рейтинг | Сводный рейтинг |
| Агрегатор       | Оценка          |
| --------------- | --------------- |
| GameRankings    | 76,44 %         |

Режим одиночной игры, игрок проиграл

Dr. Mario является игрой в жанре головоломки типа «три в ряд», в которой Марио берёт на себя роль врача, бросая двухцветные пилюли в бутылку, представляющую игровое поле. С помощью пилюль игроку необходимо обезвредить три разновидности вирусов, помещённые в сосуд. По манере и стилю Dr. Mario похожа на Тетрис. Каждая пилюля состоит из двух разноцветных половинок (итого в игре используются пилюли шести цветовых комбинаций, по три одноцветных и разноцветных). Вращая пилюли, игрок должен составлять ряды из вируса и трёх элементов одинакового с ним цвета. Составленная конструкция исчезает, освобождая место для продолжения игры и уничтожения оставшихся вирусов. Уровень считается пройденным, если обезврежены все вирусы. Игра заканчивается, если ряды пилюль, достигнув верха, преграждают узкое горлышко бутылки.
Игроку сначала выводится экран опций, где он может выбрать начальный уровень, скорость игры и музыкальное сопровождение. Счёт игрока основан исключительно на количестве устранённых вирусов и выбранной скорости игры, с бонусными очками за очистку большого количества вирусов в одной строке одновременно. В игре нет фиксированного конца, и игрок может проходить уровни дальше и накапливать очки даже после победы на 20 уровне.
В игре также присутствует режим многопользовательской игры, в котором 2 игрока соревнуются друг с другом на отдельных игровых полях. Задача каждого из игроков — очистить своё игровое поле до того, как это сделает другой игрок.

## Персонажи
- Доктор Марио — главный герой игры.
- Фивер (англ. Fever, букв. Жар) — красный вирус.
- Чиллз (англ. Chills, букв. Озноб) — синий вирус.
- Уирд (англ. Weird, букв. Странный) — жёлтый вирус.

## Другие версии
- Dr. Mario для SNES (1998)
- Dr. Mario 64[англ.] для Nintendo 64 (2001)
- Dr. Mario для Game Boy
- Dr. Mario для GBA (2004)
- Dr. Mario Online Rx[англ.] для Wii (2008)